# Gustave Caillebotte
Gustave Caillebotte (n. 19 august 1848, Paris, Monarhia din Iulie – d. 21 februarie 1894, Gennevilliers, Seine, Franța) a fost un pictor francez, membru al mișcării impresioniste, deși stilul său era mai apropiat de realism decât a celorlalți impresioniști.
A studiat la Școala de Arte Frumoase. În 1897 și-a donat statului colecția, aceasta devenind nucleul primei expoziții impresioniste dintr-un muzeu francez.